# Cerro Pajas
Cerro Pajas es el nombre que recibe un volcán inactivo situado en el sur de la isla Floreana (también llamada Santa María), en el archipiélago, provincia y parque nacional de las Islas Galápagos, en el oeste del país sudamericano de Ecuador. Alcanza una elevación máxima de 640 metros sobre el nivel del mar.